# Michael Kretschmer
Michael Kretschmer (* 7. května 1975 Görlitz) je německý politik za Křesťanskodemokratickou unii (CDU). Od roku 2017 je v pořadí čtvrtým předsedou saské vlády. V letech 2002 až 2017 byl poslancem Německého spolkového sněmu. Od roku 2019 je přímo zvoleným poslancem Saského zemského sněmu a od roku 2022 jedním z pěti místopředsedů CDU.

## Život
Kretschmer se narodil jako nejmladší ze tří sourozenců ve městě Görlitz, v jehož místní části Weinhübel jeho rodina žila. Po absolvování görlitzké základní školy Ericha Weinerta v roce 1991 vystudoval roku 1995 obor technik kancelářské elektroniky. Mezi lety 1998 a 2002 vystudoval na Vysoké škole techniky a ekonomie v Drážďanech obor průmyslový management.
Michael Kretschmer žije v Drážďanech-Klotzsche a ve Waltersdorfu v Lužických horách. Hlásí se k protestantskému vyznání. Dne 24. července 2020 se oženil se svou dlouholetou partnerkou Annett Hofmannovou, bývalou novinářkou MDR a bývalou mluvčí Saského státního ministerstva sociálních věcí a ochrany spotřebitele. Pár má spolu dva syny.

## Politika

### Stranická kariéra
Kretschmer v roce 1989 vstoupil do organizace Křesťanskodemokratická mládež východní CDU, která se v září 1990 sjednotila se západoněmeckou Junge Union. Mezi lety 1993 a 2002 byl členem zemského předsednictva Junge Union Saska a Dolního Slezska, v letech 1995 až 2001 byl rovněž jejím pokladníkem. V letech 1994 až 2000 byl místopředsedou okresního sdružení CDU Görlitz a od roku 2003 je členem zemského výkonného výboru CDU v Sasku. Dne 23. dubna 2005 byl zvolen generálním tajemníkem saské CDU a následně byl ve funkci několikrát potvrzen. Po svém zvolení předsedou saské vlády v prosinci 2017 jej v této funkci nahradil Alexander Dierks.
Na spolkovém sjezdu CDU dne 22. ledna 2022 byl zvolen jedním z pěti místopředsedů CDU. Na spolkovém sjezdu 6. května 2024 byl do funkce zvolen znovu.

### Radní a poslanec

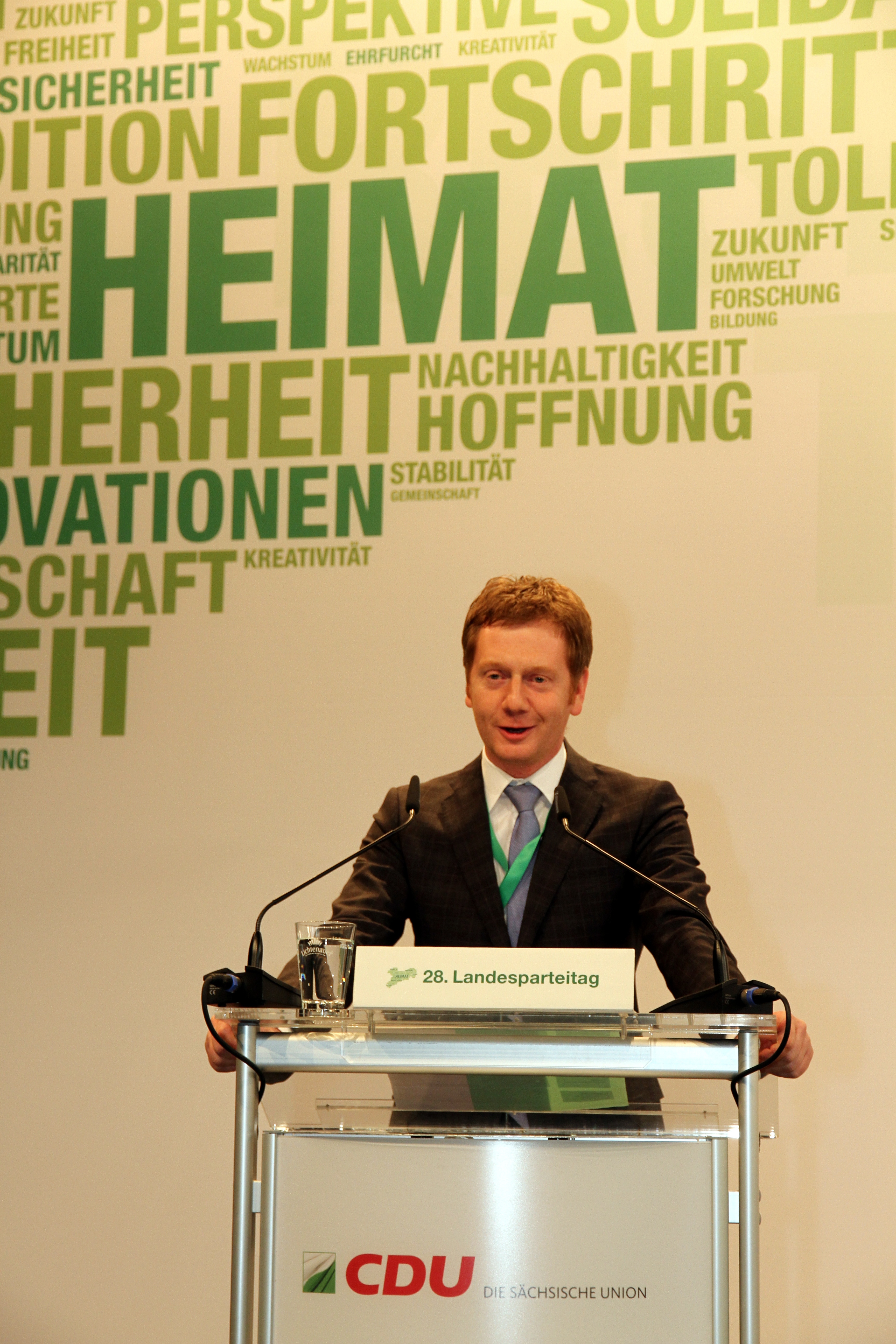
Michael Kretschmer na zemském sněmu CDU (2013)

V letech 1994 až 1999 byl Kretschmer členem městské rady města Görlitz. V letech 2008 až 2014 byl členem okresní rady zemského okresu Zhořelec (Görlitz). Ve volbách do Německého spolkového sněmu byl zvolen poprvé v roce 2002 a následně znovu v letech 2005, 2009 a 2013. V letech 2005 až 2009 byl místopředsedou pracovní skupiny pro vzdělávání a výzkum poslaneckého klubu CDU/CSU. V letech 2009 až 2017 byl jedním z jejích místopředsedů se zodpovědností za vzdělávání a výzkum, ale i za umění, kulturu a média. Kretschmer byl vždy zvolen poslancem spolkového sněmu jako přímo volený poslanec za volební okrsek Görlitz. Ve spolkových volbách v roce 2013 získal 49,6 % prvních hlasů. Kretschmer byl členem německo-polské, německo-české a německo-ruské parlamentní skupiny, které udržují bilaterální kontakty se zmíněnými národními parlamenty. Ve federálních volbách v roce 2017 Kretschmer ztratil přímý mandát ve spolkovém sněmu ve prospěch Tina Chrupally (AfD), který získal 32,4 % prvních hlasů, zatímco Kretschmer 31,4 %.
V 7. saských zemských volbách v roce 2019 kandidoval na přímý mandát ve volebním okrsku Görlitz 2. S výsledkem 45,8 % hlasů poslanecký mandát získal a v 8. saských zemských volbách v roce 2024 jej obhájil se ziskem 47,2 %.

### Předseda vlády

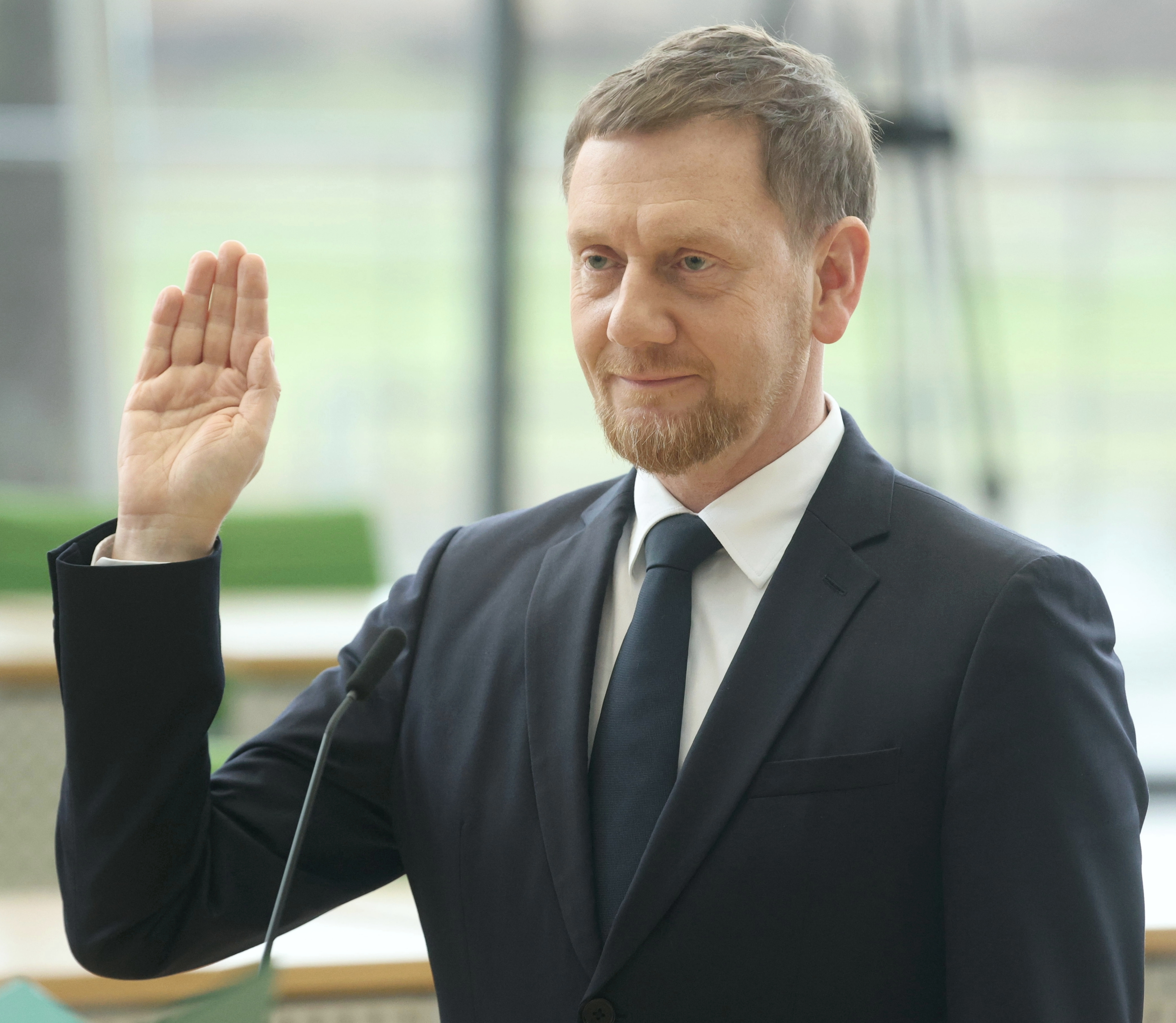
Michael Kretschmer skládající přísahu po zvolení předsedou vlády 18. prosince 2024

Po špatném výsledku CDU ve volbách do spolkového sněmu v září 2017 oznámil dosavadní saský předseda vlády Stanisław Tilich záměr rezignovat. Za svého nástupce navrhl dne 18. října 2017 Michaela Kretschmera. Tilich skutečně rezignoval 12. prosince 2017 a následně 13. prosince zvolil Saský zemský sněm Michaela Kretschmera 69 hlasy ze 126 v pořadí čtvrtým předsedou Saské státní vlády. Dne 18. prosince složili přísahu ministři první Kretschmerovy vlády. Ta pokračovala v černo-červené koalici (CDU, SPD) obměnou předchozí třetí Tilichovy vlády. Dne 20. prosince 2019 byl Kretschmer podruhé zvolen předsedou vlády 61 hlasy ze 118. Jeho druhá vláda tzv. keňské koalice byla založena na koalici CDU, Svazu90/Zelených a SPD. Dne 18. prosince 2024 byl Kretschmer 69 hlasy ze 120 potřetí zvolen předsedou saské vlády. Třetí vláda černo-červené koalice CDU a SPD je poprvé menšinová.

### Další funkce
V letech 2005 až 2016 byl Michael Kretschmer členem představenstva Diakoniewerk Oberlausitz. Jako poslanec spolkového sněmu byl až do září 2017 členem senátu Helmholtzovy společnosti, kde pracoval na podpoře vzdělávání a výzkumu v Sasku. V srpnu 2017 byl zvolen předsedou Saského svazu dalšího vzdělávání.